# Arvika Nyheter
Arvika Nyheter är en svensk nyhetstidning som utkommer måndagar, onsdagar och fredagar. Tidningen grundades 1895 med första numret 26 januari 1895 och ingår numera i NWT-koncernen.

## Spridning
Upplagan var cirka 8000 1962 men ökade med 2000 exemplar efter inkorporeringen av Arvika Tidning 1962. Tidningen nådde sin upplagetopp på över 13 000 strax därefter. Upplagen var kvar på cirka 12 400 exemplar 2008 och då nådde tidningen cirka 29 000 läsare, vilket innebär att tidningen lästes av en stor del av befolkningen i västra Värmland. 2019 var upplagan reducerad till 8 600 exemplar.

## Historia
Aktiebolaget Arvika Nyheter hette tidningens förlag i Arvika. Bolaget bildades av J. A. Wallin och förblev i familjen Wallins ägo till 1952. I december 1952 övertogs det av en grupp arvikabor. 1962-09-18 köptes bolaget av Nya Wärmlandstidningen, Karlstad. . Redaktionen ligger i Arvika. Arvika Nyheters sportredaktion delar varje år ut priset AN-medaljen till det gångna årets största västvärmländska idrottsprestation. Tidningen har en lokalredaktion i Eda/Charlottenberg.

## Tryckning
Tryckeri för tidningen var 1895 Wilhelm Rahmns boktryckeri i Åmål. Tidningen trycktes sedan i Karlstad på Arvika Nyheters tryckeri sedan från 1898 på Nya boktryckeriet.  Från 1900 ligger Nya boktryckeriet i Arvika och byter 1901 namn till Arvika boktryckeriaktiebolag. Först 1903 heter tryckeriet Arvika nyheters tryckeri som förblir tryckare till 1970 då Nya Wermlands-Tidningen aktiebolag tryckeri tar över. Arvika Nyheters tryckeri bytte tryckpress 13 december 1957 enligt tidningen. Man tryckte bara i svart till 1962-11-28. Sedan trycker man i trefärg. Det är vid detta datum ArvikaTidning inlemmas i Arvika Nyheter och den tidningen hade fyrfärg sedan 1950-talet så det är troligen dennateknik som tas över av Arvika Nyheter. Upplagan stiger också med cirka 2000 exemplar efter sammanslagningen.